# Гай Емилий Мамерцин
Гай Емилий Мамерцин (на латински: Gaius Aemilius Mamercinus) e политик на Римската република.
Произлиза от фамилията Емилии. През 394 пр.н.е. той е консулски военен трибун и участва във войната против еквите. През 391 пр.н.е. е отново военен трибун и се бие против волските.